# Rafael Esteve i Vilella
Rafael Esteve i Vilella (València, 1 de juliol de 1772 - Madrid, 1 d'octubre de 1847) va ser un gravador valencià, l'últim dels grans mestres del gravat de reproducció i un dels més destacats del romanticisme artístic a Espanya. Era fill de l'escultor Josep Esteve i Bonet i nebot del pintor Agustí Esteve i Marquès.
Es va formar a la Reial Acadèmia de Belles Arts de Sant Carles de València, i després es va traslladar a Madrid, on va obtenir una beca per a continuar els seus estudis a la Reial Acadèmia de Belles Arts de San Fernando. Durant el regnat de Carles IV va col·laborar en els treballs de la Reial Calcografia. L'any 1799 va ser nomenat gravador de cambra i substituí a Manuel Carmona en els retrats de la Guia de Forasters. Durant la guerra del francès va viure a Cadis. Al retorn de Ferran VII va complir el seu desig d'ampliar la seua formació a l'estranger, concretament a França i Itàlia.
Entre les seues obres cal destacar la sèrie de làmines de monuments Viaje arquitectónico de España, els seus gravats per a una edició del Quixot, així com els retrats a ploma de Carles IV, Ferran VII i Maria Cristina, Cristòfol Colom i Francisco de Goya, amic seu, que al seu torn faria el retrat del gravador.
L'any 1839 va obtenir un èxit de ressò internacional, en guanyar la medalla d'or de l'Exposició de París, amb la seua reproducció del quadre de Bartolomé Esteban Murillo Les aigües de Moisès, que havia fet directament a Sevilla el 1822.
Va rebre la Creu de Carles III, va ser director honorífic de l'Acadèmia de Sant Carles, Acadèmic de Mèrit de Sant Fernando, acadèmic corresponent de l'Acadèmia de París i director de la Calcografia Nacional.
A València té dedicat un carrer, amb el nom Gravador Esteve.